# 키쿠치 미카
키쿠치 미카(菊地美香, 1983년 12월 16일~)는 일본의 여자 배우, 성우, 가수이다.

## 배우 활동

### 출연작

#### 드라마
- 2004년~2005년 《특수전대 데카렌쟈》 코도우 코우메 (우메코)/데카 핑크 역
- 2005년 《착신아리》 칸나 역
- 2012년 《걸즈 & 판처》

#### 영화
- 2003년 《배틀 로얄 2 - 레퀴엠》 야기 아야네 역
- 2018년 《온리 실버 피쉬》
- 2019년 《무사도 검술대회: 고젠 - 순연의 검》

## 성우 활동

### TV 애니메이션
2005년
- 츠바사 크로니클 1기(모코나)
- 마이 오토메(아리카 유메이야)
- 카페타(스즈키 모나미)

2006년
- 츠바사 크로니클 2기(모코나)
- 홀릭(모도키)

2007년
- 츠바사 TOKYO REVELATIONS(모코나)

2008년
- 시카바네 히메(아마세 사키)
- 홀릭 2기(모도키)

2009년
- 우주를 달리는 소녀(부겐빌리아)

### OVA
2006년
- 마이 오토메 츠바이(아리카 유메이야)

2009년
- 츠바사 춘뢰기(모코나)
- 홀릭 춘몽기(모코나)

2010년
- 홀릭 롱(모코나)

2011년
- 홀릭 롱 덧없는 꿈(모코나)

### 극장판
2005년
- xxxHOLiC 극장판(모코나)
- 츠바사 크로니클 극장판(모코나)

2017년
- 걸즈 앤 판처 최종장 제1화

2019년
- 걸즈 앤 판처 최종장 제2화
- 걸즈 앤 판처 최종장 4DX

## 음반 목록
- 마법전대 마지렌쟈 OST - 천공계의 평안